# Santa Eulalia de Atenas
Santa Eulalia es el distrito Histórico del cantón de Atenas, por ser el territorio más antiguo de la provincia  de Alajuela Por su Título Real desde 1587 hoy aún vigente de la República Costa Rica. antes de su independencia! 
La Hacienda Santa Eulalia Media 2250 Hectáreas.  
Entre sus Dueños estuvo Ramón Jiménez y Robredo  Penúltimo Gobernador de Costa Rica y firmante del pacto de concordia.  
Su Señora Esposa Doña Joaquína Zamora fundó el primer Oratorio en el Cantón de Atenas.   
Ella sería la inspiración del libro del escritor Costarricense Don Fabián Dobles (Mamita Maura) cuya historia toma lugar dentro de la Gran hacienda Santa Eulalia.   
Mamita Maura forma parte del libro de tata mundo en la colección  Universal de la Unesco, posicionando el Nombre de Santa Eulalia en lo Turístico, alrededor de todo el Mundo!     

## Geografía
Santa Eulalia cuenta con un área de 14,56 km² y una altitud media de 709 m s. n. m.

## Demografía
Para el año 2022, Santa Eulalia cuenta con una población estimada de 2626 habitantes, y para el último censo efectuado, en 2011, Santa Eulalia contaba con una población de 2082 habitantes.

## Loc idades
- Poblados: Rincón Rodríguez.

## Transporte

### Carreteras
Al distrito lo atraviesan las siguientes rutas nacionales de carretera:
- Ruta nacional 135
- Ruta nacional 716